# Mimothestus
Mimothestus is een kevergeslacht uit de familie van de boktorren (Cerambycidae). De wetenschappelijke naam van het geslacht werd voor het eerst geldig gepubliceerd in 1935 door Pic.

## Soorten
Mimothestus omvat de volgende soorten:
- Mimothestus annulicornis Pic, 1935
- Mimothestus atricornis Pu, 1999
- Mimothestus delkeskampi Breuning, 1961
- Mimothestus luteicornis Xie, Shi & Wang, 2012